# John Henson (baloncestista)
John Allen Henson (Greensboro, Carolina del Norte, 28 de diciembre de 1990) es un exjugador de baloncesto estadounidense que disputó 8 temporadas en la NBA. Con 2,06 metros de estatura, jugaba en la posición de ala-pívot.

## Trayectoria deportiva

### Universidad
Tras participar en 2009 en el prestigioso McDonald's All-American Game, jugó durante tres temporadas con los Tar Heels de la Universidad de Carolina del Norte en Chapel Hill, en la que promedió 10,3 puntos, 8,1 rebotes y 2,6 tapones por partido. En sus dos últimas temporadas fue elegido Jugador Defensivo del Año de la Atlantic Coast Conference, y en 2012 fue incluido en el mejor quinteto de la conferencia, junto con sus compañeros Tyler Zeller y Harrison Barnes.
Al término de su temporada júnior se declaró elegible para el Draft de la NBA, renunciando a su último año como universitario.

#### Estadísticas
| Año     | Equipo         | PJ  | PT | MPP  | %TC  | %3P  | %TL  | RPP  | APP | ROB | TPP | PPP  |
| ------- | -------------- | --- | -- | ---- | ---- | ---- | ---- | ---- | --- | --- | --- | ---- |
| 2009-10 | North Carolina | 37  | 12 | 15.8 | .486 | .222 | .438 | 4.4  | 0.9 | 0.7 | 1.6 | 5.7  |
| 2010-11 | North Carolina | 37  | 36 | 26.7 | .500 | .167 | .479 | 10.1 | 0.8 | 0.6 | 3.2 | 11.7 |
| 2011-12 | North Carolina | 35  | 34 | 29.1 | .500 | —    | .511 | 9.9  | 1.3 | 0.6 | 2.9 | 13.7 |
| Total   | Total          | 109 | 82 | 23.8 | .497 | .208 | .483 | 8.1  | 1.0 | 0.6 | 2.6 | 10.3 |

Fuente

### Profesional

#### NBA
Fue elegido en la decimocuarta posición del Draft de la NBA de 2012 por los Milwaukee Bucks, con los que debutó el 7 de noviembre ante Memphis Grizzlies, con los que consiguió 3 puntos, 3 rebotes y 2 tapones.
El 4 de enero de 2012, realizó su primer doble-doble en la derrota ante los Houston Rockets con 11 puntos, 15 rebotes y 1 asistencia. Días más tarde, el 8 de enero, realizó su segundo doble-doble en la victoria ante Phoenix Suns con 12 puntos, 11 rebotes y 2 asistencias. El 10 de abril de 2013, Henson logró su mejor partido en su temporada de rookie, registrando 17 puntos, 25 rebotes y 7 tapones en una derrota por 103-113 ante los Orlando Magic.
El 7 de diciembre de 2018 fue traspasado a Cleveland Cavaliers en un acuerdo entre tres equipos que involucró a cinco jugadores.
Tras 29 encuentros con los Cavs, el 6 de febrero de 2020, los Cavaliers traspasan a Henson, junto a Brandon Knight, a Detroit Pistons a cambio de Andre Drummond. En Detroit disputó 11 encuentros hasta el final de temporada, donde quedó como agente libre.
El 5 de abril de 2021, firmó un contrato de 10 días con New York Knicks pero no llegó a debutar.

#### Puerto Rico y retirada
En marzo de 2022, se anunció que Henson sería el nuevo refuerzo para los Mets de Guaynabo de la BSN que comenzaría en abril de ese año. Pero no llegó a jugar con ellos.
El 11 de septiembre de 2024, a los 34 años y tras tres años sin equipo, anuncia su retirada como profesional tras 8 temporadas en la NBA.

## Estadísticas de su carrera en la NBA

### Temporada regular
| Año     | Equipo    | PJ  | PT  | MPP  | %TC  | %3P  | %TL  | RPP | APP | ROB | TPP | PPP  |
| ------- | --------- | --- | --- | ---- | ---- | ---- | ---- | --- | --- | --- | --- | ---- |
| 2012-13 | Milwaukee | 63  | 9   | 13.1 | .482 | .000 | .533 | 4.7 | .5  | .3  | .7  | 6.0  |
| 2013-14 | Milwaukee | 70  | 23  | 26.5 | .538 | .000 | .514 | 7.1 | 1.6 | .6  | 1.7 | 11.1 |
| 2014-15 | Milwaukee | 67  | 11  | 18.3 | .566 | –    | .569 | 4.7 | .9  | .4  | 2.0 | 7.0  |
| 2015-16 | Milwaukee | 57  | 1   | 16.8 | .564 | .000 | .590 | 3.9 | .9  | .3  | 1.9 | 7.0  |
| 2016-17 | Milwaukee | 58  | 39  | 19.4 | .515 | .000 | .692 | 5.1 | 1.0 | .5  | 1.3 | 6.8  |
| 2017-18 | Milwaukee | 76  | 69  | 25.9 | .572 | .143 | .570 | 6.8 | 1.5 | .6  | 1.4 | 8.8  |
| 2018-19 | Milwaukee | 14  | 0   | 13.4 | .463 | .355 | .600 | 5.1 | 1.0 | .5  | .8  | 5.6  |
| 2019-20 | Cleveland | 29  | 2   | 14.2 | .508 | .194 | .515 | 3.9 | 1.5 | .6  | 1.1 | 5.0  |
| 2019-20 | Detroit   | 11  | 6   | 17.1 | .667 | .400 | .462 | 4.4 | 1.0 | .7  | .9  | 6.9  |
| Total   | Total     | 445 | 160 | 19.7 | .540 | .250 | .568 | 5.3 | 1.1 | .5  | 1.4 | 7.6  |

### Playoffs
| Año   | Equipo    | PJ | PT | MPP  | %TC  | %3P  | %TL   | RPP | APP | ROB | TPP | PPP |
| ----- | --------- | -- | -- | ---- | ---- | ---- | ----- | --- | --- | --- | --- | --- |
| 2013  | Milwaukee | 4  | 0  | 8.3  | .273 | .000 | –     | 2.0 | .3  | .5  | .0  | 1.5 |
| 2015  | Milwaukee | 6  | 0  | 25.5 | .585 | .000 | .357  | 8.0 | .7  | .8  | 1.7 | 8.8 |
| 2017  | Milwaukee | 2  | 0  | 6.0  | .250 | –    | 1.000 | 2.0 | .0  | .5  | .0  | 1.5 |
| 2018  | Milwaukee | 2  | 2  | 37.0 | .692 | –    | .500  | 6.0 | 2.5 | .0  | 3.5 | 9.5 |
| Total | Total     | 14 | 2  | 19.4 | .536 | .000 | .412  | 5.1 | .7  | .6  | 1.2 | 5.8 |

## Vida personal
Henson es hijo de Matt y Annette Henson. Su padre jugó al baloncesto en la Universidad de Norfolk State. Su hermana, Amber, jugó también para la Universidad de Duke.
Henson es embajador de Up2Us Sports, una organización nacional sin ánimo de lucro dedicada a apoyar a los jóvenes desfavorecidos proporcionándoles entrenadores formados en el desarrollo positivo de la juventud.